# Ebrechtella forcipata
Ebrechtella forcipata là một loài nhện trong họ Thomisidae.
Loài này thuộc chi Ebrechtella. Ebrechtella forcipata được miêu tả năm 1993 bởi Da-xiang Song & Zhu.